# Lenny Sachs
Leonard David Sachs, detto Lenny (Chicago, 7 agosto 1897 – Chicago, 27 ottobre 1942), è stato un allenatore di pallacanestro e giocatore di football americano statunitense, membro del Naismith Memorial Basketball Hall of Fame dal 1961.